# Nawaf Al-Abed
Nawaf Shaker Al-Abed altresì noto come Al Abed o Al Abid (in arabo نواف شاكر عابد العابد‎?; Riyadh, 26 gennaio 1990) è un calciatore saudita, attaccante dell'Al-Riyadh.

## Caratteristiche tecniche
Al-Abed è un giocatore molto veloce e può giocare sia sulla fascia o come seconda punta.

## Carriera
Nel 2009 ha segnato la marcatura più veloce del mondo, superando l'honkonghiano Cheung Sai Ho con un "kick off" da 45 metri direttamente dal dischetto di centrocampo, 2,8 secondi dopo il fischio d'inizio. Il record è stato poi eguagliato da Andrew Alston nel 2017.

## Statistiche

### Cronologia presenze e reti in nazionale
| Cronologia completa delle presenze e delle reti in nazionale ― Arabia Saudita | Cronologia completa delle presenze e delle reti in nazionale ― Arabia Saudita | Cronologia completa delle presenze e delle reti in nazionale ― Arabia Saudita | Cronologia completa delle presenze e delle reti in nazionale ― Arabia Saudita | Cronologia completa delle presenze e delle reti in nazionale ― Arabia Saudita | Cronologia completa delle presenze e delle reti in nazionale ― Arabia Saudita | Cronologia completa delle presenze e delle reti in nazionale ― Arabia Saudita | Cronologia completa delle presenze e delle reti in nazionale ― Arabia Saudita |
| Data                                                                          | Città                                                                         | In casa                                                                       | Risultato                                                                     | Ospiti                                                                        | Competizione                                                                  | Reti                                                                          | Note                                                                          |
| ----------------------------------------------------------------------------- | ----------------------------------------------------------------------------- | ----------------------------------------------------------------------------- | ----------------------------------------------------------------------------- | ----------------------------------------------------------------------------- | ----------------------------------------------------------------------------- | ----------------------------------------------------------------------------- | ----------------------------------------------------------------------------- |
| 11-8-2010                                                                     | Gedda                                                                         | Arabia Saudita                                                                | 1 – 0                                                                         | Togo                                                                          | Amichevole                                                                    | -                                                                             | 71’                                                                           |
| 31-12-2010                                                                    | Riffa                                                                         | Bahrein                                                                       | 0 – 1                                                                         | Arabia Saudita                                                                | Amichevole                                                                    | -                                                                             | 66’                                                                           |
| 9-1-2011                                                                      | Al Rayyan                                                                     | Arabia Saudita                                                                | 1 – 0                                                                         | Togo                                                                          | Coppa d'Asia 2011 - 1º turno                                                  | -                                                                             | 68’                                                                           |
| 13-1-2011                                                                     | Al Rayyan                                                                     | Giordania                                                                     | 1 – 0                                                                         | Arabia Saudita                                                                | Coppa d'Asia 2011 - 1º turno                                                  | -                                                                             | 65’                                                                           |
| 13-7-2011                                                                     | Amman                                                                         | Giordania                                                                     | 1 – 1                                                                         | Arabia Saudita                                                                | Amichevole                                                                    | -                                                                             | Ingresso                                                                      |
| 16-7-2011                                                                     | Amman                                                                         | Kuwait                                                                        | 1 – 0                                                                         | Arabia Saudita                                                                | Amichevole                                                                    | -                                                                             |                                                                               |
| 23-7-2011                                                                     | Dammam                                                                        | Arabia Saudita                                                                | 3 – 0                                                                         | Hong Kong                                                                     | Qual. Mondiali 2014                                                           | -                                                                             | 58’                                                                           |
| 25-7-2011                                                                     | Siu Sai Wan                                                                   | Hong Kong                                                                     | 0 – 5                                                                         | Arabia Saudita                                                                | Qual. Mondiali 2014                                                           | -                                                                             | 9’                                                                            |
| 6-9-2011                                                                      | Damma                                                                         | Arabia Saudita                                                                | 1 – 3                                                                         | Australia                                                                     | Qual. Mondiali 2014                                                           | -                                                                             | 79’                                                                           |
| 11-11-2011                                                                    | Riad                                                                          | Arabia Saudita                                                                | 3 – 0                                                                         | Thailandia                                                                    | Qual. Mondiali 2014                                                           | -                                                                             | 75’ 90+8’                                                                     |
| 15-11-2011                                                                    | Riad                                                                          | Arabia Saudita                                                                | 0 – 0                                                                         | Oman                                                                          | Qual. Mondiali 2014                                                           | -                                                                             | 75’ 90+8’                                                                     |
| 23-3-2013                                                                     | Giacarta                                                                      | Indonesia                                                                     | 1 – 2                                                                         | Arabia Saudita                                                                | Qual. Coppa d'Asia 2015                                                       | -                                                                             | 37’ 70’                                                                       |
| 9-9-2013                                                                      | Riad                                                                          | Trinidad e Tobago                                                             | 3 – 1                                                                         | Arabia Saudita                                                                | Amichevole                                                                    | -                                                                             | 63’                                                                           |
| 10-10-2014                                                                    | Riyad                                                                         | Arabia Saudita                                                                | 1 – 1                                                                         | Uruguay                                                                       | Amichevole                                                                    | -                                                                             | 67’                                                                           |
| 14-10-2014                                                                    | Gedda                                                                         | Arabia Saudita                                                                | 1 – 1                                                                         | Libano                                                                        | Amichevole                                                                    | -                                                                             | 57’                                                                           |
| 6-11-2014                                                                     | Dammam                                                                        | Arabia Saudita                                                                | 2 – 0                                                                         | Palestina                                                                     | Amichevole                                                                    | -                                                                             | 77’                                                                           |
| 13-11-2014                                                                    | Riyad                                                                         | Arabia Saudita                                                                | 1 – 1                                                                         | Qatar                                                                         | Gulf Cup 2014 - 1º turno                                                      | -                                                                             | 71’                                                                           |
| 16-11-2014                                                                    | Riyad                                                                         | Arabia Saudita                                                                | 3 – 0                                                                         | Bahrein                                                                       | Gulf Cup 2014 - 1º turno                                                      | -                                                                             |                                                                               |
| 19-11-2014                                                                    | Riyad                                                                         | Arabia Saudita                                                                | 1 – 0                                                                         | Yemen                                                                         | Gulf Cup 2014 - 1º turno                                                      | 1                                                                             |                                                                               |
| 23-11-2014                                                                    | Riyad                                                                         | Arabia Saudita                                                                | 3 – 2                                                                         | Emirati Arabi Uniti                                                           | Gulf Cup 2014 - Semifinale                                                    | 1                                                                             | 38’ 67’                                                                       |
| 26-11-2014                                                                    | Riyad                                                                         | Arabia Saudita                                                                | 1 – 2                                                                         | Qatar                                                                         | Gulf Cup 2014 - Finale                                                        | -                                                                             |                                                                               |
| 30-12-2014                                                                    | Geelong                                                                       | Bahrein                                                                       | 4 – 1                                                                         | Arabia Saudita                                                                | Amichevole                                                                    | -                                                                             | 67’                                                                           |
| 4-1-2015                                                                      | Parramatta                                                                    | Arabia Saudita                                                                | 0 – 2                                                                         | Corea del Sud                                                                 | Amichevole                                                                    | -                                                                             | 34’ 70’                                                                       |
| 10-1-2015                                                                     | Brisbane                                                                      | Arabia Saudita                                                                | 0 – 1                                                                         | Cina                                                                          | Coppa d'Asia 2015 - 1º turno                                                  | -                                                                             |                                                                               |
| 14-1-2015                                                                     | Melbourne                                                                     | Corea del Nord                                                                | 1 – 4                                                                         | Arabia Saudita                                                                | Coppa d'Asia 2015 - 1º turno                                                  | 1                                                                             | 83’                                                                           |
| 18-1-2015                                                                     | Melbourne                                                                     | Uzbekistan                                                                    | 3 – 1                                                                         | Arabia Saudita                                                                | Coppa d'Asia 2015 - 1º turno                                                  | -                                                                             | 90+1’                                                                         |
| 11-6-2015                                                                     | Dammam                                                                        | Arabia Saudita                                                                | 3 – 1                                                                         | Palestina                                                                     | Qual. Mondiali 2018                                                           | -                                                                             | 69’                                                                           |
| 8-10-2015                                                                     | Gedda                                                                         | Arabia Saudita                                                                | 2 – 1                                                                         | Emirati Arabi Uniti                                                           | Qual. Mondiali 2018                                                           | -                                                                             | 59’                                                                           |
| 9-11-2015                                                                     | Gerusalemme                                                                   | Palestina                                                                     | 0 – 0                                                                         | Arabia Saudita                                                                | Qual. Mondiali 2018                                                           | -                                                                             | 58’                                                                           |
| 17-11-2015                                                                    | Dili                                                                          | Timor Est                                                                     | 0 – 10                                                                        | Arabia Saudita                                                                | Qual. Mondiali 2018                                                           | -                                                                             | 51’                                                                           |
| 24-8-2016                                                                     | Doha                                                                          | Arabia Saudita                                                                | 4 – 0                                                                         | Laos                                                                          | Amichevole                                                                    | -                                                                             | 60’                                                                           |
| 1-9-2016                                                                      | Riad                                                                          | Arabia Saudita                                                                | 1 – 0                                                                         | Thailandia                                                                    | Qual. Mondiali 2018                                                           | 1                                                                             | 85’                                                                           |
| 6-9-2016                                                                      | Shah Alam                                                                     | Iraq                                                                          | 1 – 2                                                                         | Arabia Saudita                                                                | Qual. Mondiali 2018                                                           | 2                                                                             | 90+3’                                                                         |
| 6-10-2016                                                                     | Riad                                                                          | Arabia Saudita                                                                | 2 – 2                                                                         | Australia                                                                     | Qual. Mondiali 2018                                                           | -                                                                             |                                                                               |
| 11-10-2016                                                                    | Gedda                                                                         | Arabia Saudita                                                                | 3 – 0                                                                         | Emirati Arabi Uniti                                                           | Qual. Mondiali 2018                                                           | 1                                                                             | 86’                                                                           |
| 15-11-2016                                                                    | Saitama                                                                       | Giappone                                                                      | 2 – 1                                                                         | Arabia Saudita                                                                | Qual. Mondiali 2018                                                           | -                                                                             |                                                                               |
| 10-1-2017                                                                     | Abu Dhabi                                                                     | Arabia Saudita                                                                | 0 – 0                                                                         | Slovenia                                                                      | Amichevole                                                                    | -                                                                             | 78’                                                                           |
| 14-1-2017                                                                     | Abu Dhabi                                                                     | Cambogia                                                                      | 2 – 7                                                                         | Arabia Saudita                                                                | Amichevole                                                                    | -                                                                             | 76’                                                                           |
| 23-3-2017                                                                     | Bangkok                                                                       | Thailandia                                                                    | 0 – 3                                                                         | Arabia Saudita                                                                | Qual. Mondiali 2018                                                           | -                                                                             | 70’                                                                           |
| 28-3-2017                                                                     | Riad                                                                          | Arabia Saudita                                                                | 1 – 0                                                                         | Iraq                                                                          | Qual. Mondiali 2018                                                           | -                                                                             | 65’ 69’                                                                       |
| 29-8-2017                                                                     | Al-'Ayn                                                                       | Emirati Arabi Uniti                                                           | 2 – 1                                                                         | Arabia Saudita                                                                | Qual. Mondiali 2018                                                           | 1                                                                             | 67’                                                                           |
| 5-9-2017                                                                      | Gedda                                                                         | Arabia Saudita                                                                | 1 – 0                                                                         | Giappone                                                                      | Qual. Mondiali 2018                                                           | -                                                                             |                                                                               |
| 3-6-2018                                                                      | San Gallo                                                                     | Arabia Saudita                                                                | 0 – 3                                                                         | Perù                                                                          | Amichevole                                                                    | -                                                                             | 68’                                                                           |
| 14-11-2019                                                                    | Tashkent                                                                      | Uzbekistan                                                                    | 2 – 3                                                                         | Arabia Saudita                                                                | Qual. Mondiali 2022                                                           | -                                                                             | 72’                                                                           |
| 27-11-2019                                                                    | Doha                                                                          | Arabia Saudita                                                                | 1 – 3                                                                         | Kuwait                                                                        | Coppa delle nazioni del Golfo 2019 - 1º turno                                 | -                                                                             | 66’                                                                           |
| 30-11-2019                                                                    | Doha                                                                          | Bahrein                                                                       | 0 – 2                                                                         | Arabia Saudita                                                                | Coppa delle nazioni del Golfo 2019 - 1º turno                                 | -                                                                             | 72’                                                                           |
| 5-12-2019                                                                     | Al Wakrah                                                                     | Arabia Saudita                                                                | 1 – 0                                                                         | Qatar                                                                         | Coppa delle nazioni del Golfo 2019 - Semifinali                               | -                                                                             | 64’                                                                           |
| 23-9-2022                                                                     | Murcia                                                                        | Arabia Saudita                                                                | 0 – 0                                                                         | Ecuador                                                                       | Amichevole                                                                    | -                                                                             | 74’                                                                           |
| 27-9-2022                                                                     | Murcia                                                                        | Arabia Saudita                                                                | 0 – 0                                                                         | Stati Uniti                                                                   | Amichevole                                                                    | -                                                                             | 66’                                                                           |
| 22-10-2022                                                                    | Abu Dhabi                                                                     | Arabia Saudita                                                                | 1 – 0                                                                         | Macedonia del Nord                                                            | Amichevole                                                                    | -                                                                             | 60’                                                                           |
| 6-11-2022                                                                     | Abu Dhabi                                                                     | Arabia Saudita                                                                | 1 – 0                                                                         | Islanda                                                                       | Amichevole                                                                    | -                                                                             | 81’                                                                           |
| 10-11-2022                                                                    | Abu Dhabi                                                                     | Arabia Saudita                                                                | 1 – 1                                                                         | Panama                                                                        | Amichevole                                                                    | -                                                                             | 73’                                                                           |
| 16-11-2022                                                                    | Riad                                                                          | Arabia Saudita                                                                | 0 – 1                                                                         | Croazia                                                                       | Amichevole                                                                    | -                                                                             | 68’                                                                           |
| 22-11-2022                                                                    | Lusail                                                                        | Argentina                                                                     | 1 – 2                                                                         | Arabia Saudita                                                                | Mondiali 2022 - 1º turno                                                      | -                                                                             | 45+4’ 88’ 89’                                                                 |
| 26-11-2022                                                                    | Al Rayyan                                                                     | Polonia                                                                       | 2 – 0                                                                         | Arabia Saudita                                                                | Mondiali 2022 - 1º turno                                                      | -                                                                             | 46’ 90+5’                                                                     |
| Totale                                                                        |                                                                               | Presenze                                                                      | 55                                                                            |                                                                               | Reti                                                                          | 8                                                                             |                                                                               |

## Palmarès

### Club

#### Competizioni nazionali
- Prima Divisione (Arabia Saudita): 1

Al-Qadisiyya: 2023-2024

#### Competizioni internazionali
- AFC Champions League: 1

Al-Hilal: 2019

### Individuale
- MVP Coppa delle Nazioni del Golfo: 1

2014